# Sionskerk (Tilburg)
De Sionskerk is een voormalig protestants kerkgebouw in de Noord-Brabantse stad Tilburg. Het gebouw is gelegen aan het Molenbochtplein 33.

## Geschiedenis
Al in 1874 was er sprake van een aantal gereformeerden in Tilburg. Dit waren vaak arbeiders die bij de Spoorwegen werkten en vaak uit Noord-Nederland afkomstig waren. Daarom werd aan de Lange Nieuwstraat 51 een Evangelisatie-locaal gebouwd. Dit was een kerkgebouw zonder toren met de voorgevel aan de straatzijde waarin rondbogige vensters waren uitgespaard. Architect was Sytze Wierda. 
Nadat de – grotere – Sionskerk in 1923 in gebruik was genomen, werd het oorspronkelijke kerkje verkocht. Het deed nog enige tijd dienst als turnlokaal en winkel. In 2003 werd het, samen met de pastorie, gesloopt en op de plaats ervan verrezen woningen.
De Sionskerk was een ontwerp van Albert Kool in de expressionistische stijl van de Amsterdamse School. Ook deze kerk bevond zich in een wijk waar veel spoorwegarbeiders te vinden waren. Het betrof een bakstenen bouwwerk met een zware toren in de voorgevel die gedekt was met een zadeldak. Ook deze kerk werd uiteindelijk te klein en men bouwde toen ook de Opstandingskerk die in 1965 in gebruik werd genomen. Toen kwam de naam Sionskerk voor de kerk aan het Molenbochtplein in gebruik.
De financiële lasten van twee kerken bleken te zwaar, waarop de Sionskerk in 1970 werd afgestoten. Het gebouw kreeg hierna een nieuwe bestemming als opslagplaats, kunstatelier en kantoor.